# Bodiluddelingen 1959
Bodiluddelingen 1959 blev afholdt i 1959 i World Cinema-biografen i København og markerede den 12. gang at Bodilprisen blev uddelt.

## Vindere
| Bedste mandlige hovedrolle                                                                                   | Bedste kvindelige hovedrolle                   |
| --- | ---------------------------------------------- |
| - Preben Lerdorff Rye for En fremmed banker på                                                               | - Birgitte Federspiel for En fremmed banker på |
| Bedste mandlige birolle                                                                                      | Bedste kvindelige birolle                      |
| - ikke uddelt                                                                                                | - ikke uddelt                                  |
| Bedste danske film                                                                                           | Bedste amerikanske film                        |
| - En fremmed banker på af Johan Jacobsen - Poeten og Lillemor af Erik Balling - Seksdagsløbet af Jørgen Roos | - Lænken af Stanley Kramer                     |
| Bedste europæiske film                                                                                       | Bedste dokumentarfilm                          |
| - Ved vejs ende af Ingmar Bergman                                                                            | - ikke uddelt                                  |

## Øvrige priser

### Æres-Bodil
- Charles Chaplin